# Cassaro (Palermo)
Il Càssaro (in siciliano u Cassaru), ufficialmente Via Vittorio Emanuele, già soprannominata Via Toledo e Via Marmorea, è la strada più antica - e fra quelle più ampie - di Palermo. La strada prende il nome dall'antico omonimo quartiere, chiamato in arabo Al Qasar.
È indicato dai cittadini palermitani principalmente come "Corso Vittorio".

## Storia
La strada venne tracciata nel VII secolo a.C. con la creazione stessa della città da parte dei Fenici, e tagliava in due parti l'agglomerato collegando l'originario porto alla necropoli posta subito alle spalle della città.
In epoca araba divenne l'asse principale tipico dell'urbanistica araba dal quale si diramano le varie strade secondarie o darbi che si innestavano a questa ortogonalmente e che poi vanno a intricarsi nel territorio terminando negli aziqqa, vicoli ciechi tipici del centro cittadino. La modifica più importante al suo tracciato si ebbe nella seconda metà del Cinquecento, periodo in cui la città è capitale del viceregno spagnolo. Il progetto, probabilmente definito sin dall'inizio ma attuato in diverse fasi, prevedeva la rettifica e l'allargamento della strada fino a piazza della Marina. I lavori, con l'autorizzazione del viceré García de Toledo, iniziarono nel 1567: si iniziò con la rettifica della facciata meridionale fino a Porta dei Patitelli, poi con una massiccia opera di sventramenti, avvenuta in due fasi, per raggiungere piazza marina ed infine con la rettifica della facciata settentrionale. Lo sviluppo di questa "Strada Nuova", fu supportata attivamente dalla nobiltà palermitana che non solo contribuì alla realizzazione, ma creò anche spazi nuovi, come l'apertura di Piazza Aragona (successivamente Bologna, o dei Bologna, volgarmente chiamata Bologni) o Piazza Pretoria. Nel 1577 i lavori non erano ancora del tutto ultimati, e l'originale progetto fu totalmente stravolto nel 1581 dal viceré Marcantonio Colonna che prolungò la strada fino alle mura aprendola sul mare con Porta Felice.
Nel luglio del 2015 il Comune di Palermo ha proceduto ad una chiusura parziale al traffico di tutto l'asse, a partire dalla Cattedrale fino ai Quattro Canti; quattro anni dopo, nell'agosto 2019, la chiusura al traffico è stata prolungata fino all'altezza di Piazza Marina. 
Lungo il suo asse o nelle immediate vicinanze si trovano 6 dei 9 beni monumentali che compongono il sito seriale Palermo arabo-normanna e le cattedrali di Cefalù e Monreale, inserito nella Lista dei patrimoni dell'umanità dall'UNESCO nel 2015: Palazzo Reale, Cappella Palatina, Cattedrale di Palermo, Chiesa di San Giovanni degli Eremiti, Chiesa della Martorana, Chiesa di San Cataldo

## Toponomastica
Il nome di Càssaro deriva dall'antico nome arabo al Qasr (la fortificata): infatti questa zona, durante la dominazione araba, venne significativamente fortificata. Durante il Medioevo assunse anche il nome di al balat in arabo o di via Marmorea (in epoca normanna), parola rimasta nell'uso comune siciliano ad indicare il marmo e i basoli. Nel tardo cinquecento, periodo del viceregno, assunse anche il nome di via Toledo in onore del Viceré di Sicilia García Álvarez de Toledo y Osorio, marchese di Villafranca del Bierzo, uno dei principali artefici della rettifica della strada. Il nome Cassaro si mantenne tale per lungo periodo; solo dopo l'unificazione dell'Italia la strada fu dedicata a Vittorio Emanuele II, anche se il vecchio nome viene ancora utilizzato.

## Struttura
La strada si presenta perfettamente dritta da Porta Nuova, a monte, a Porta Felice, quasi sul mare; vi è poi una leggera discesa, digradante verso il mare. In tutto il suo percorso si trovano molte strade che confluiscono in essa, ma solo due la attraversano, la via Maqueda, con la quale forma l'incrocio dei Quattro Canti, e via Roma.

## Monumenti
Una lista quasi esaustiva dei monumenti che affacciano sul corso:
| Lato destro                                            | Civico        |                         | Civico                               | Lato sinistro                   |
| ------------------------------------------------------ | ------------- | ----------------------- | ------------------------------------ | ------------------------------- |
| Piazza Indipendenza                                    |               |                         |                                      |                                 |
| Palazzo dei Normanni                                   | Porta Nuova   | Porta Nuova             | Porta Nuova                          | Caserme Dalla Chiesa-Calatafimi |
| Piazza del Parlamento                                  |               |                         | 475                                  | Caserme Dalla Chiesa-Calatafimi |
| Piazza della Vittoria (Villa Bonanno)                  |               | 467                     | Facoltà teologica                    |                                 |
| Piazza della Vittoria (Villa Bonanno)                  | 463           | Seminario arcivescovile |                                      |                                 |
| Palazzo del Castillo                                   | [ 13 ]        |                         | Palazzo Arcivescovile                |                                 |
| Palazzo Asmundo                                        | 492           |                         | Cattedrale                           |                                 |
| Palazzo Imperatore                                     | 484           |                         | Cattedrale                           |                                 |
| Palazzo Filangieri La Farina di Cutò (poi Crescimanno) | 474           |                         | Cattedrale                           |                                 |
| Palazzo La Grua di Carini                              | 462           |                         | Cattedrale                           |                                 |
| Palazzo Castrone-Santa Ninfa                           | 452           |                         |                                      |                                 |
|                                                        |               | [ 14 ]                  | Palazzo Mango di Casalgerardo        |                                 |
|                                                        |               |                         | Chiesa di Santa Maria della Grotta   |                                 |
|                                                        |               | 429                     | Collegio Massimo dei Gesuiti         |                                 |
| Chiesa del Santissimo Salvatore                        |               | 417                     | Palazzo Colonna di Cesarò            |                                 |
| Palazzo Natoli                                         | [ 15 ]        |                         |                                      |                                 |
| Palazzo Drago Ajroldi di Santacolomba                  | 382           |                         |                                      |                                 |
| Palazzo Algaria                                        | [ 16 ]        |                         |                                      |                                 |
| Piazza Bologni (Monumento a Carlo V)                   |               | 365                     | Palazzo Riso                         |                                 |
| Palazzo Pilo di Marineo                                | 316           | 327                     | Palazzo Tarallo della Miraglia       |                                 |
| Chiesa di San Giuseppe dei Teatini                     |               |                         |                                      |                                 |
| Via Maqueda                                            | Quattro Canti | Quattro Canti           | Quattro Canti                        | Via Maqueda                     |
| Palazzo Bordonaro                                      | [ 17 ]        |                         |                                      |                                 |
| Palazzo Bonocore                                       | [ 17 ]        |                         |                                      |                                 |
|                                                        |               |                         | Chiesa di San Matteo al Cassaro      |                                 |
| Via Roma                                               |               |                         |                                      |                                 |
|                                                        |               |                         | 225                                  | Palazzo Tramontana Roccaforte   |
| Palazzo Termine d'Isnello                              | 204           |                         |                                      |                                 |
|                                                        |               | 187                     | Palazzo Vannucci di Balchino         |                                 |
| Palazzo Ventimiglia di Prades                          | 188           |                         |                                      |                                 |
|                                                        |               | 157                     | Palazzo Santa Margherita             |                                 |
|                                                        |               | 137                     | Palazzo Roccella                     |                                 |
|                                                        |               | 111                     | Palazzo Amari di S. Adriano          |                                 |
| Palazzo Sitano                                         | 114           |                         |                                      |                                 |
|                                                        |               | 93                      | Palazzo Cammarata Testa              |                                 |
| Piazza Marina (Fontana del Garraffo)                   |               |                         | Palazzo delle Finanze                |                                 |
| Palazzo della Gran Guardia                             | [ 18 ]        |                         | Chiesa di Santa Maria di Porto Salvo |                                 |
| Chiesa di San Giovanni dei Napoletani                  |               | 39                      | Palazzo Vassallo                     |                                 |
| Piazza Marina                                          |               |                         | Chiesa di Santa Maria della Catena   |                                 |
| Palazzo della Zecca                                    |               | 31                      | Archivio di Stato                    |                                 |
| Piazza Santo Spirito (Fontana del Cavallo Marino)      |               |                         |                                      |                                 |
| Passeggiata delle Cattive                              |               |                         | Loggiato San Bartolomeo              |                                 |
|                                                        | Porta Felice  |                         |                                      |                                 |
| Foro Italico                                           |               |                         |                                      |                                 |